# DOPPEL (バンド)
DOPPEL（ドッペル）は、日本のヴィジュアル系ロックバンド。

## 概要
2013年3月、蜜（Dolly）と yuina（ex.Dolly）によって結成。バンド名のDOPPELは「ふたつ」「分身」等の意味を持ち、Experimental project（実験的なプロジェクト）の下、歌詞とヴィジュアルやアートワークを蜜が担当、yuinaがサウンドをメインに担当している。6月5日にリリースされた1stミニアルバム『エッグノッグ』はギターにaie、ベースにseek（Mix Speaker's,Inc.）、ドラムに武井誠（cali≠gari）を迎え制作された。7月にはhideのトリビュート・アルバム『Hide TRIBUTE II Visual SPIRITS』に「Beauty & Stupid」のカバーで参加した。
2015年3月25日、レーベルの販売委託により、2ndアルバム『Röntgen』をクラウン徳間ミュージック販売から発売。

## メンバー
- 蜜（みつ、8月6日 - ）：ボーカル担当。愛媛県出身、A型。
- yuina（ゆいな、2月6日 - ）：ギター担当。愛媛県出身、AB型。

### サポートメンバー
- CHARGEEEEEE...：ドラムス
- coba84：キーボード

## ディスコグラフィ

### アルバム
1. エッグノッグ（2013年6月5日）
2. Röntgen（2015年3月25日）

### 配信シングル
1. エッグノッグ（2013年4月4日）
2. Anemθne（2013年5月5日）

### 会場限定シングル
1. エンゼル･ハイロゥ（2015年3月25日）

### 参加作品
1. Hide TRIBUTE II Visual SPIRITS（2013年7月3日、「Beauty & Stupid」で参加）